# デイムラー

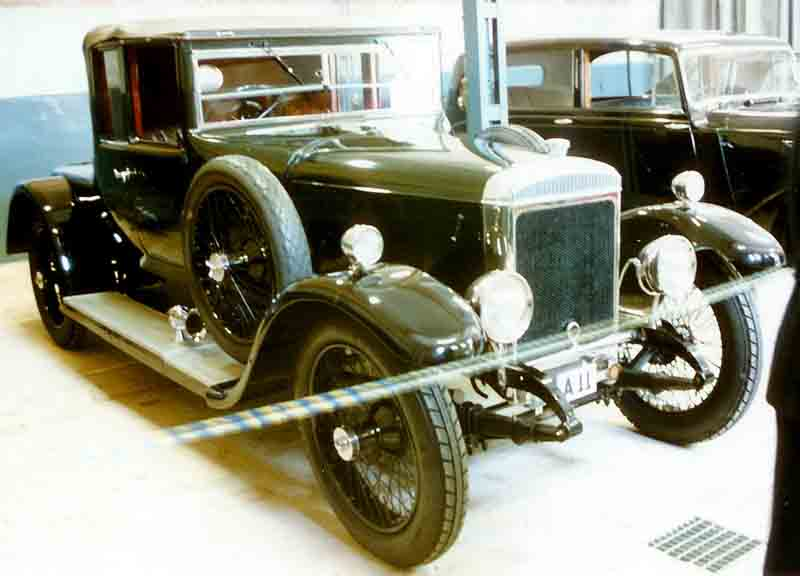
TB21ドロップヘッド・クーペ

デイムラー（Daimler ）は、イギリスに存在した自動車メーカーとそのブランドである。
1960年にジャガーにより買収され、その後、同社の車種名にそのブランドを残してきたが、2022年現在、デイムラーブランドは休眠状態である。

## 名称
ガソリン自動車開発者の1人として名を残すドイツ人ゴットリープ・ダイムラーで、ダイムラーの開発によるガソリンエンジンをイギリスで生産する目的で起業されたことによる。
日本では、"Daimler" の英語読み表記である「デイムラー」または「ディムラー」とすることで、ドイツのダイムラーと区別されている。

## 歴史

### 創立

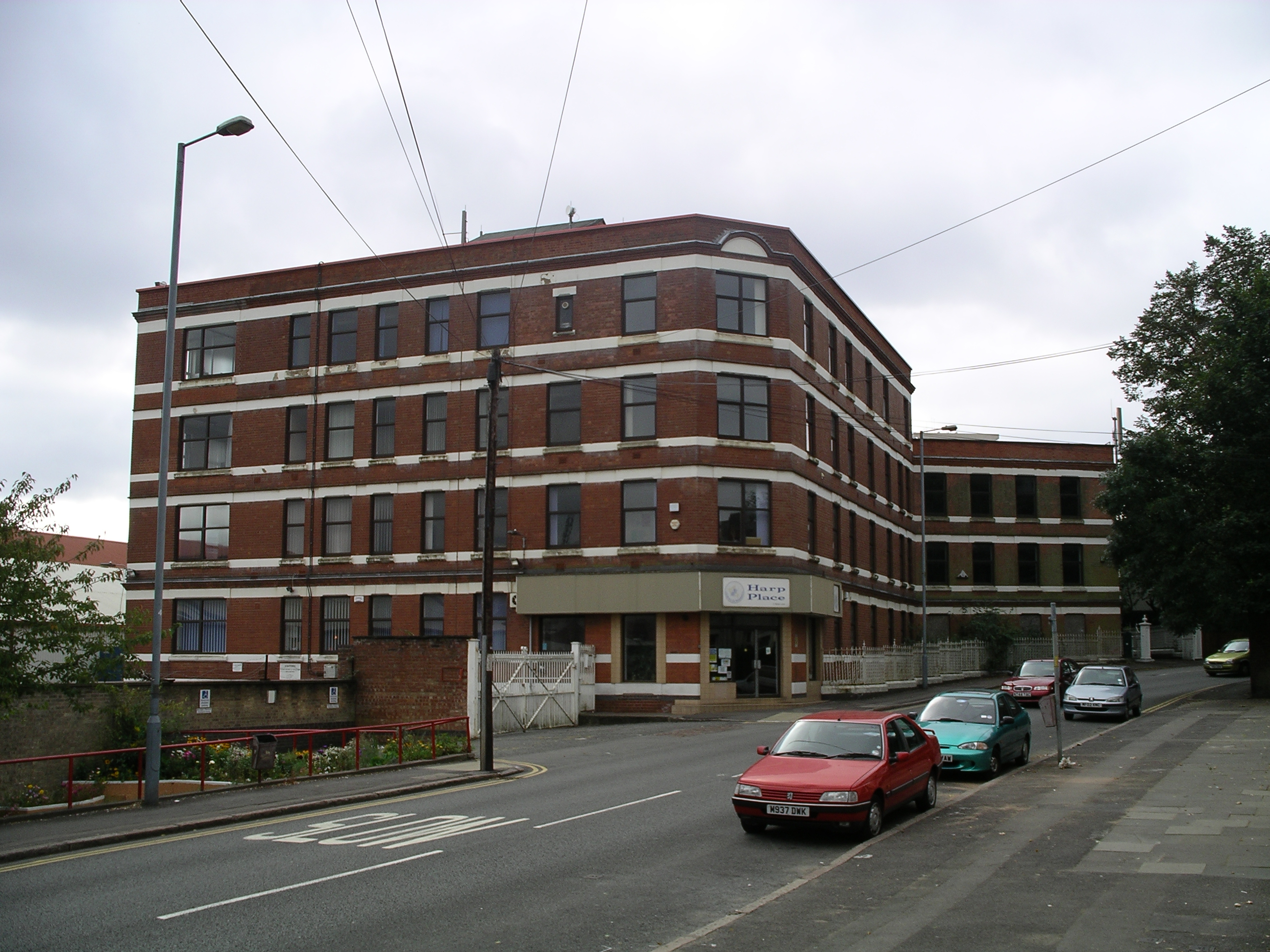
コヴェントリーに現存するデイムラーの工場跡ビル

1893年に、イギリスの技術者フレデリック・リチャード・シムズはイギリス及びカナダを除くイギリスの植民地におけるダイムラーエンジンの製造・販売権を獲得し、ロンドンにデイムラー・モーター・シンジケート（Daimler Motor Syndicate ）を設立した。
当初はモーターボートへのダイムラーエンジンの架装を生業としていた。イギリスではまだ自動車走行速度を制限する赤旗法が施行されていたため最初から自動車製造をおこなったのではなかった。
赤旗法が廃止された1896年、会社を引き継いたハリー・ローソンは会社をコヴェントリーに移転し、社名をデイムラー・モーター・カンパニー（Daimler Motor Company ）と改称し、自動車製造を開始した。技術の多くがフランスのパナールなどからの借用であり、そのため他のメーカーからは「パリのダイムラー」とよばれた。デイムラー社とダイムラーとの関係はエンジンのみの契約であり、そのほかの部分は直接ダイムラーとは関係がなかった。

### 王室御用達
イギリス国王エドワード7世は蒸気自動車を運転、初めて自動車を運転したイギリスの王族となった。1900年にはデイムラーがイギリス初の王室御料車に指名され、6馬力のフェートンが王室に納入されている。これにならって各国の王室でもデイムラーを御料車として採用するようになり、日本の皇室も1912年、初の御料車にデイムラーを採用している。

### フルーテッドグリル
1904年にはデイムラー独特の波状のボンネットと、上部に縦筋の入ったフルーテッド（fluted ）ラジエターグリルを採用、この独特の形状をしたフロントグリルはエンジンの冷却効果を高めるために採用されたもので、ジャガーにより吸収された後は波型ボンネットこそジャガーにも波及したが、フルーテッド・グリルはバッジエンジニアリングとなった今も象徴としてデイムラーのみに受け継がれている。

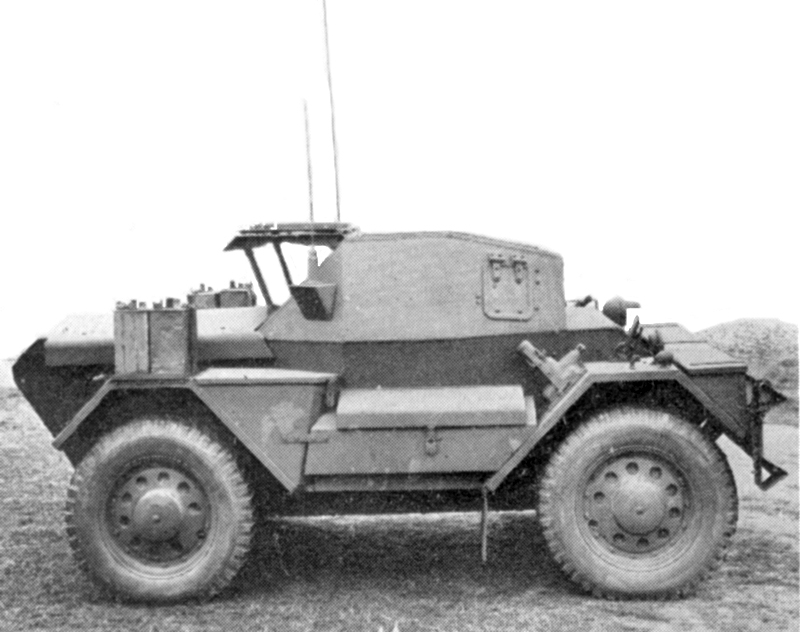
デイムラー・ディンゴ

### 軍用車
1910年にはバーミンガムのバーミンガム・スモール・アームズ（略称BSA）の傘下に入り、軍用車両の製造を開始した。
第一次世界大戦が始まるとデイムラーも戦車（世界初の戦車、Mk.1のエンジンもデイムラー製だった）や救急車、バス、トラックなどの軍用車の生産に力を傾けた。
1939年に勃発し、イギリスも参戦した第二次世界大戦中にはダイムラー偵察車などの装甲車の生産を行った。そしてその後の冷戦下においてはフェレット装甲車などを製造した。

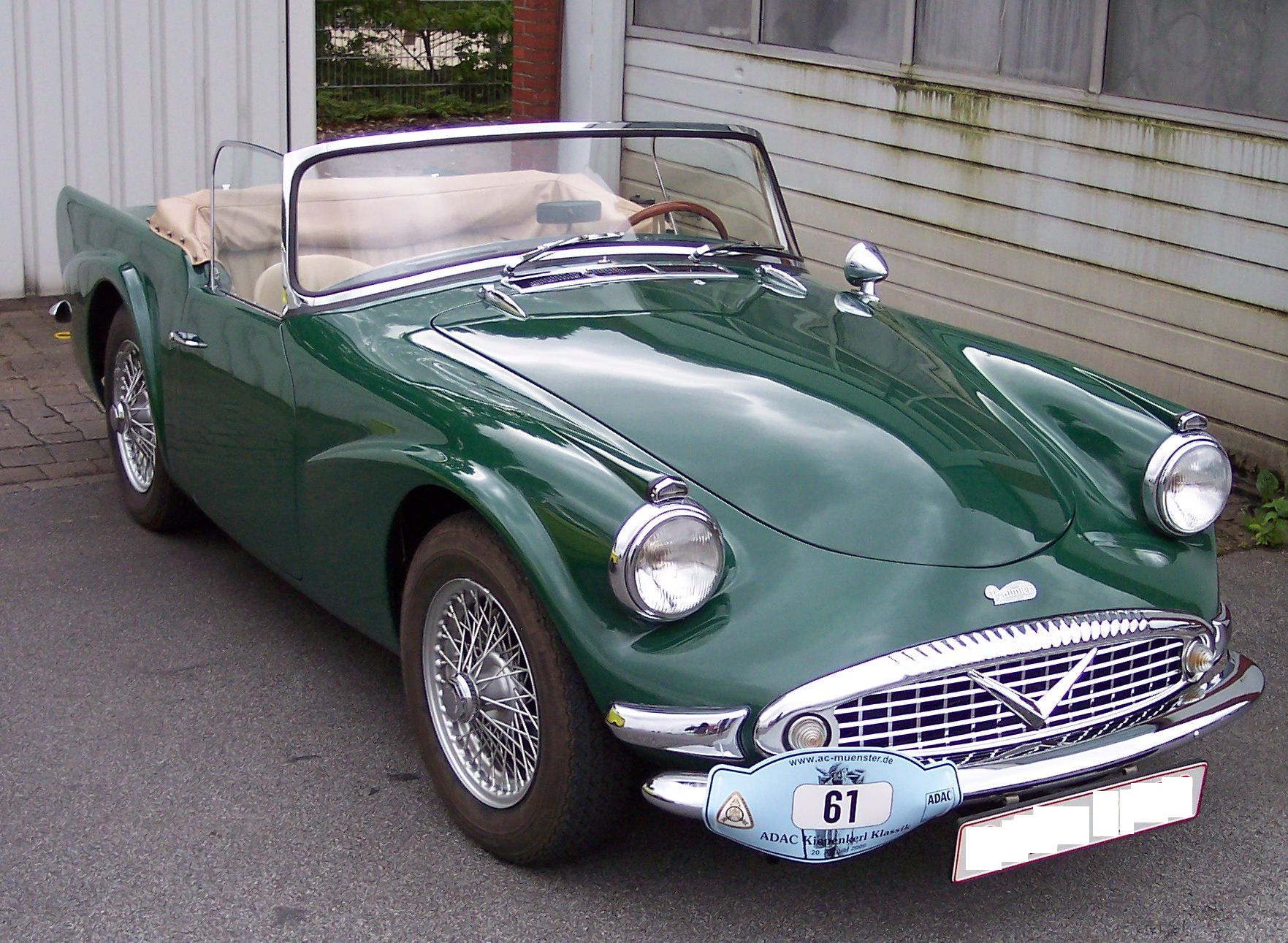
SP250ダート

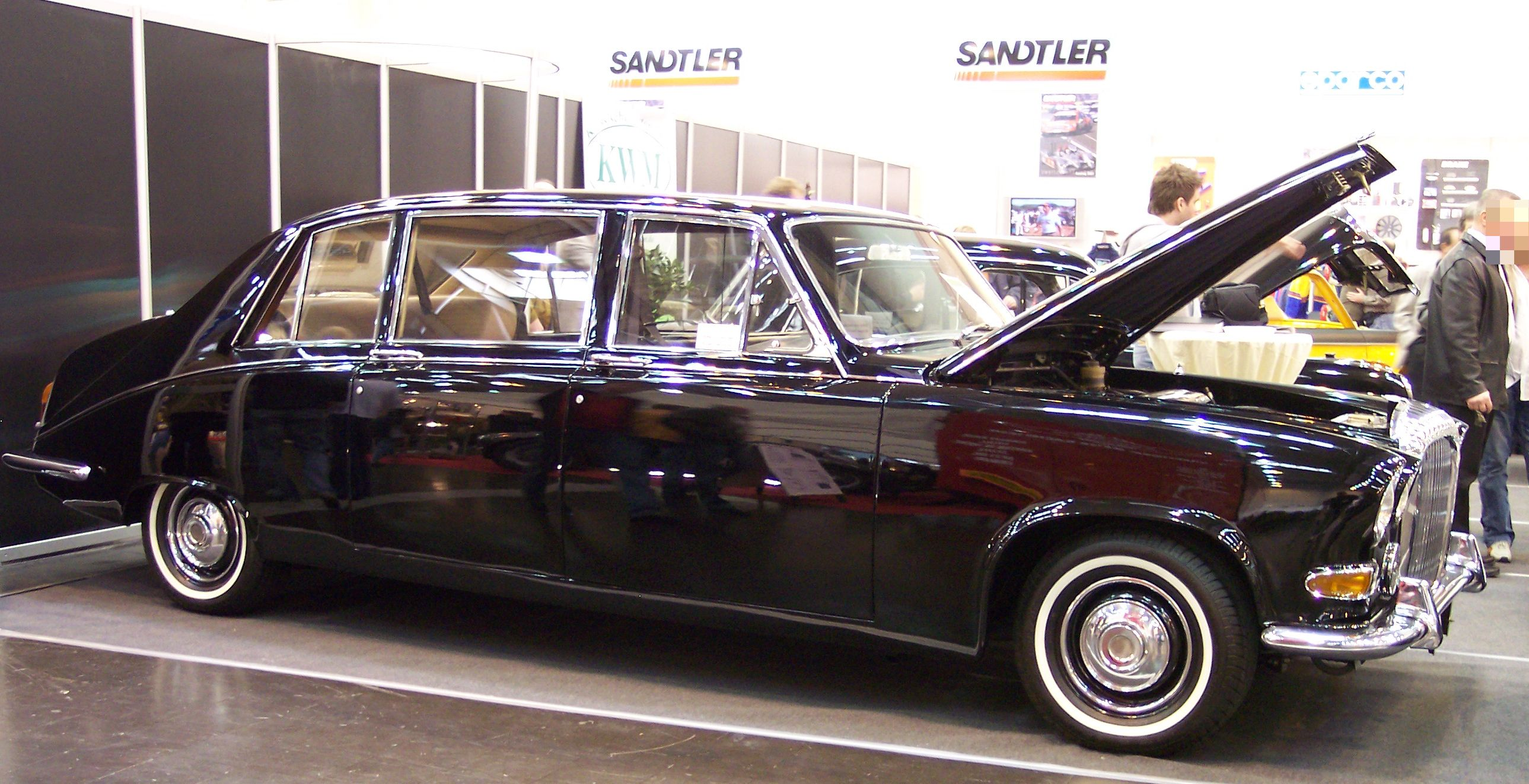
DS420

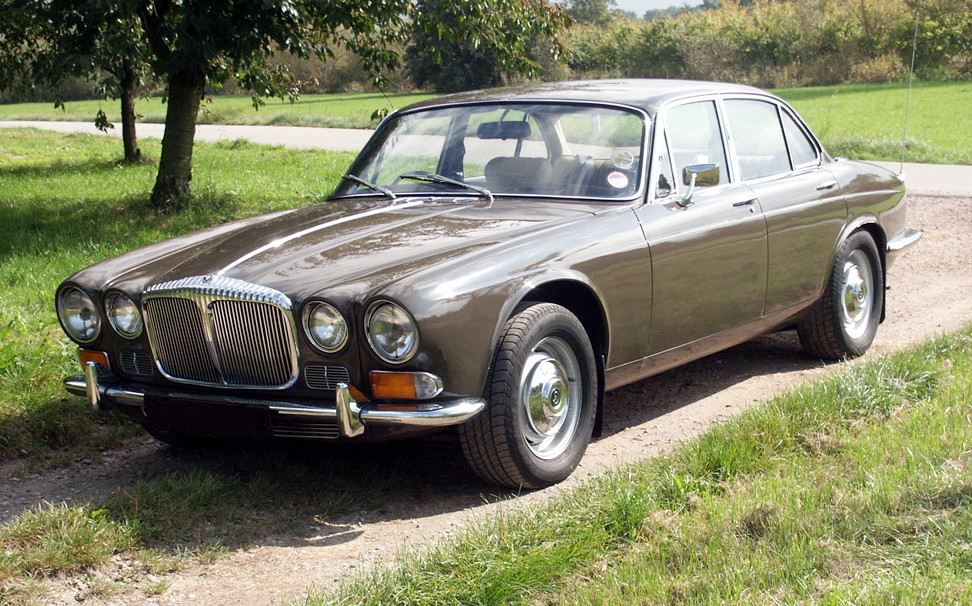
4.2 ソブリン

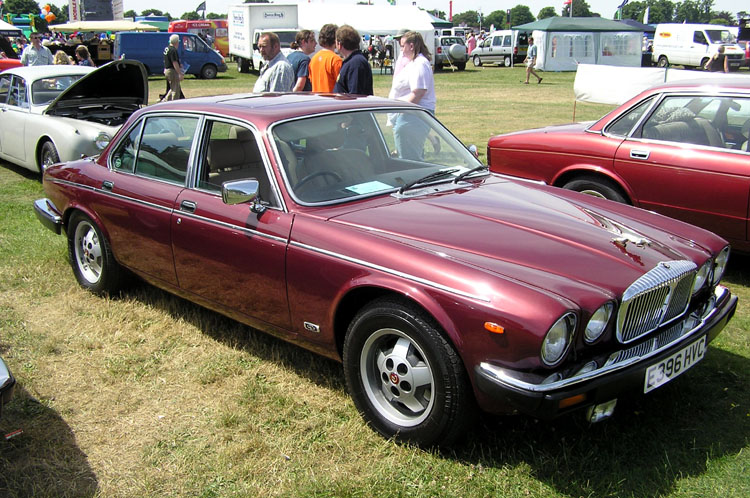
ダブルシックス　（ボンネットの「リーピング・キャット」はジャガー・ブランドのオプション品。）

### ジャガー傘下に
第二次世界大戦後、大量生産による大衆車に世の趨勢が傾くにつれ、手作りによる高級車製造をもっぱらの生業とするメーカーには冬の時代が到来する。軍用車という別の収益源を持つものの、デイムラーもその例外ではありえず、1960年にデイムラーの親会社のBSAは340万ポンドでデイムラーをジャガーに売却してしまう。
新たなデイムラーの親会社となったジャガーはデイムラーのブランド名を廃止するという施策は採らず、デイムラーがそれまで製造・販売していた「マジェスティック」や「SP250」などの量販車種をいきなり廃止もしなかったが、デイムラーのラッドフォード工場ではジャガーの各車種の製造も請け負うようになり、1962年にはジャガー・Mk2のラジエターグリルをデイムラー伝統のフルーテッドに改め、デイムラー製V型8気筒2.5Lエンジンを搭載したデイムラー初のバッジエンジニアリングモデル、2½V8サルーンがデビューしている。

### バッジエンジニアリング
1966年、親会社のジャガーはブリティッシュ・モーター・コーポレーション（略称BMC）に吸収され、デイムラーのバッジエンジニアリング路線が加速する。1966年登場の「ソヴリン」以降はエンジンもジャガーと共通化され、「en:Daimler DR450」は1968年に生産終了となった。
1968年から1992年にかけて製造・販売された「デイムラー・DS420」を唯一の例外として、すべてのデイムラーの車種は、ジャガーのバッジエンジニアリングモデルで占められるようになる。
この時期のデイムラーは2階建てバスやトラックなどの製造を行なっていたものの、こと乗用車部門に関しては、デイムラーとジャガーの違いを見分ける主な術はフルーテッド・グリルのみとなっていった。

### 親会社の遍歴
デイムラーの親会社ジャガーは1966年にBMCと合併して成立したブリティッシュ・モーター・ホールディングス（略称BMH）、1968年にBMHとレイランド・ローバーが合併してブリティッシュ・レイランド・モーター・コーポレーション（略称BLMC）、1975年のブリティッシュ・レイランド発足という変遷を経て1984年に分割・民営化されることになる。
1989年、親会社ジャガーはフォード・モーターにより買収された。その後の経営合理化により、1992年には「デイムラー・リムジン」として知られたデイムラー・DS420の生産が中止された。1996年にはジャガーはデイムラー創立100周年を記念してジャガー・XJ　デイムラー・ダブルシックスの特別仕様版であるデイムラー・センチュリー（日本では「デイムラー・センティナリー」）を発売している。
2008年、ジャガーはインドの自動車会社タタ・モーターズに買収された。

### ブランドの復活
2005年7月、2002年以来3年間途絶えていたデイムラー・ブランドが、ジャガー・XJシリーズを元に内外装を高級化したバッジエンジニアリングモデル「デイムラー・スーパーエイト」として復活した。その名の通り、スーパーチャージャー付きV型8気筒エンジンを搭載したモデルであり、2007年の小変更を経て、2009年まで販売された。

## 車種一覧

### ジャガーに吸収以後の主要車種
- 1962年-1967年 - 2½V8サルーン
- 1967年-1969年 - V8 250
- 1968年-1992年 - デイムラー・DS420
- 1966年-1997年 - デイムラー・ソヴリン/ダブルシックス
- デイムラー・4.0
- デイムラー・スーパーV8
- デイムラー・スーパーエイト

### ジャガーに吸収以前の主要車種
- 1896年 - 初のデイムラー車
- 1926年 - デイムラー・ダブルシックス（英国車初のV型12気筒エンジン搭載車種）
- 1936年 - 1953年 - デイムラー・ストレートエイト
- 1949年 - 1971年 - フェレット装甲車
- 1954年 - 1958年 - en:Daimler Conquest
- 1959年 - 1968年 - en:Daimler Majestic
- 1959年 - 1964年 - en:Daimler DR450